# Бычок (урочище)
«Урочище Бычок» (укр. «Бичок») — урочище и часть Голосеевского национального природного парка (с 2007 года), расположенный на территории Голосеевского района Киевского горсовета (Украина). Площадь — 56 га. Землепользователь — Конча-Засповское лесопарковое хозяйство.

## История
Национальный природный парк «Голосеевский» был создан 27 февраля 2007 года согласно Указу Президента Украины Виктора Ющенко № 794, куда было включено урочище Бычок. На территории урочища запрещены любая хозяйственная деятельность и в том числе ведущая к повреждению природных комплексов.
Решением Киевского горсовета №532/2601 от 29.10.2009 был передан участок в северной части урочища площадью 2,6495 га ООО «Авеста-Буд» под строительство. 28 июля 2011 года решением Окружного административного суда Киев были признаны действия противозаконными и отменил решение Киевского горсовета №532/2601, вернув участок в состав Голосеевского НПП. На данном участке 10 апреля 2016 года было уничтожено 102 дерева (в том числе и столетние дубы)

## Описание
Урочище занимает часть Конча-Засповского лесничестваː на правобережной части поймы реки Днепр внутри промышленной (преимущественно) и жилой (частные дома) застройки исторических местностей Пирогов и Корчеватое. Территория урочища ограничена улицами Островной и Новопироговской, переулками Охотским и Вито-Литовским (Чапаевским), разделена Столичным шоссе на восточный и западный участки. Урочище Бычок отделено от остального Голосеевского леса улицей Пироговский шлях (Краснознамённой), железной дорогой и группой строений (частные дома, металобаза).
Есть информационные знаки.
Как добратьсяː Транспортː 1) ост. Автомобильный центр (на Столичном шоссе) марш. такси № 567, 43, 43к, 309, 311, 313, 315, 735, 738, 789, 811, 1627, 1721 (от ст. м. Выдубичи). Близлежащее метроː   Демиевская и   Выдубичи.

## Природа
Ландшафт заказника представлен правобережной поймой реки Днепр.
Лесная растительность представлена пойменными дубравами, где доминирует дуб обыкновенный с добавлением пород вяз гладкий, вяз граболистый, тополь черный, тополь белый.